# Transfert d'embryon
Le transfert d'embryon  ou transplantation embryonnaire  est une technique de procréation assistée consistant à transplanter un embryon issu d'une femelle dite « donneuse » dans l'utérus d'une femelle dite « receveuse ». En élevage, cette technique permet notamment d'accélérer la diffusion du progrès génétique, une femelle à très bon potentiel génétique pouvant ainsi avoir plusieurs veau par an, ce qui n'est pas possible naturellement.

## Transfert d'embryon chez les animaux
Chez les animaux le transfert d’embryon est une méthode artificielle de reproduction consistant à placer un embryon dans l’utérus d’une femelle dite receveuse ou porteuse.

### Technique de la transplantation embryonnaire
La transplantation embryonnaire se réalise en 5 étapes:
- La super-ovulation

Afin d'avoir le maximum d'ovule, les animaux subiront pendant 4 jours 2 injections d'hormone gonadotropes.
- La collecte des embryons

Cette opération dure 30 minutes et se réalise 7 jours après l'insémination.
- L'appréciation de la qualité des embryons
- Lavage et conservation des embryons
- La mise en place de l'embryon

### Intérêt de la transplantation
La transplantation embryonnaire permet d'utiliser le bon potentiel génétique des femelles pour en multiplier la descendance. Ceci permet une amélioration du troupeau rapide et efficace car les femelles avec un faible potentiel portent le veau des meilleures femelles. De plus les embryons des meilleures femelles peuvent également être commercialisés et donc devenir une source de revenu complémentaire sur un élevage.

### Chez les chevaux
Chez les chevaux, cette méthode est essentiellement utilisée pour les juments de compétition. Elles peuvent ainsi transmettre une descendance en continuant leur carrière sportive ou alors si elles sont trop âgées ou en mauvaise santé. Le transfert d'embryon permet aussi d'augmenter le nombre normal de poulains par jument.